# Bauwesen
Der Begriff Bauwesen bezeichnet ein Fachgebiet, das sich mit dem Bauen im engeren Sinne, d. h. mit der Gesamtheit der Vorgänge bei der Planung, Errichtung, dem Unterhalt, der Sanierung, Instandsetzung und dem Rückbau von Bauten (Bauwerken bzw. Bauliche Anlagen) über den gesamten Lebenszyklus auseinandersetzt.
Der Begriff umfasst alle Themen, Arbeitsbereiche und Fachdisziplinen, die mit dem Bauen von Gebäuden, Freianlagen, Ingenieurbauwerken und weiteren Konstrukten zu tun haben, sowohl die Beteiligten des Bauprozesses als auch die gesamte Bauwirtschaft, Architektur und Bautechnik. Die einzelnen Fachdisziplinen dagegen betrachten das Bauen in der Regel unter bestimmten Blickwinkeln mit verschiedenen Zielen und Spezialisierungen. So stehen im Bauingenieurwesen eher technische Fragen im Mittelpunkt, während die Architektur stärker gestalterische und Nutzungsaspekte bearbeitet. Das Baurecht beschäftigt sich mit der Gesamtheit der auf das Bauwesen bezogenen gesetzlichen Regelungen, beispielsweise das Bauplanungsrecht mit der geordneten städtebaulichen Entwicklung (Baugesetzbuch), das Bauordnungsrecht mit der baulichen Gestaltung und Genehmigung einzelner Bauvorhaben oder das Bauarbeitsrecht mit den speziellen arbeitsrechtlichen Bestimmungen im Baugewerbe. 
Die Akteure des Bauwesens sind „die am Bau Beteiligten“ (übliche zusammenfassende Bezeichnung): Der Bauherr, die Planer (z. B. Architekten und Fachingenieure), die ausführenden Unternehmen, der (spätere) Nutzer, die Bauleitung und Bauüberwachung sowie die Baugenehmigungsbehörden, also im Wesentlichen alle am Bau beteiligten Vertragspartner und Einflussnehmer. Das Baugewerbe ist in Deutschland mit etwa 4 % der realen Bruttowertschöpfung eine der wichtigsten Wirtschaftsgruppen in Deutschland. In Deutschland gehörten 2022 dem Baugewerbe nach Angaben des Statistischen Bundesamtes 20.047 Betriebe mit 970.000 Beschäftigten an; der Umsatz belief sich 2022 auf gut 174,7 Milliarden Euro.

## Begriffe
Die Definitionen und Bezeichnungen variieren, es gibt oft Überschneidungen und keine eindeutige Abgrenzung der Teilgebiete. Man kann nach verschiedenen Aspekten gliedern und differenzieren: 
ArbeitsbereichHochbau, Tiefbau, Ingenieurbau, Garten- und Landschaftsbau, Städtebau,  Eisenbahnbau, Wasserbau, Geotechnik
Bauleistungen Erdarbeiten, Beton- und Stahlbetonarbeiten, Bohrarbeiten, Brunnenbauarbeiten, Dachdeckungs- und Dachabdichtungsarbeiten, Maurerarbeiten, Verbauarbeiten, Pflanzarbeiten usw.
Planung/FachplanungArchitekt, Bauingenieur, Stadtplaner, Gebäudetechniker, Landschaftsarchitekt, Innenarchitekt
BauwerkHausbau, Brückenbau, Kirchenbau, Krankenhausbau, Wohnungsbau, Schulbau, Straßen- und Wegebau, Tunnelbau, Freianlagen
BaustoffHolzbau, Lehmbau, Mauerwerksbau, Stahlbau, Stahlbetonbau, Erdbau, Trockenbau
BaukonstruktionMassivbau, BIM, 3D-Druck im Bauwesen, Skelettbau, Fachwerkbau, Montagebau (Fertigbau), Grundbau, Geotechnik, Verbundbau
Bauabschnitt im Bauprozess/BauablaufBauplanung, Baugenehmigung, Bauausführung (Rohbau, Innenausbau, Umbau, Rückbau), Instandhaltung
Bauherr/Auftraggeber/NutzerÖffentlicher Auftraggeber (z. B. in Form des Sozialen Wohnungsbaus), Privater Bauherr (z. B. Firmen, Vereine, Privatpersonen)
BaurechtAllgemeine Rechtsvorschriften zu Gestaltung von Bauten (Bauordnungen); Gewerberechtliches zur Baubranche, Privates Baurecht zwischen den Beteiligten (Bauverträge, Gewährleistung usw.), Öffentliches Baurecht für alle Angelegenheiten, die die Allgemeinheit und Gebietskörperschaften betreffen (Bauleitplanung wie Bebaubarkeit, Bebauungsvorgaben und Widmungen, Grundstücksaufschließung)

## Verband
Der Zentralverband Deutsches Baugewerbe (ZDB) vertritt als Spitzenverband und Arbeitgeberverband zentral die Belange der Bauhandwerksbetriebe gegenüber der Politik und Öffentlichkeit. Außerdem unterstützt der Arbeitgeberverband Unternehmen bei Verhandlungen mit den Sozialpartnern und in der Sozialpolitik bzw. Tarifpolitik. Als technischer Verband werden auch Mitglieder der Wirtschaft in vielen Innovationsfragen des Bauwesens umfangreich beraten.